# Jaune mimosa
Pour les articles homonymes, voir Mimosa.

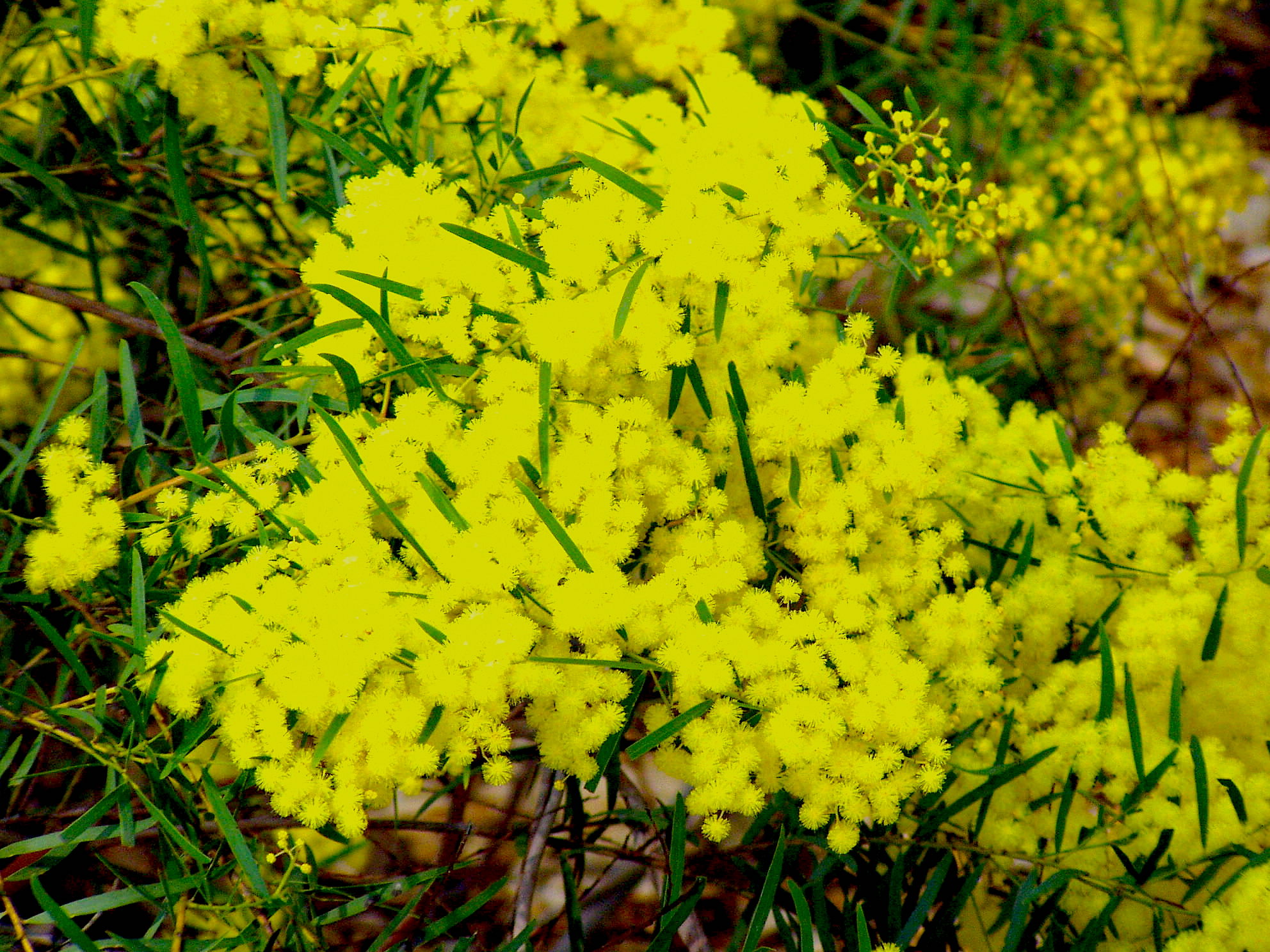
Floraison de l’acacia fimbriata, dite mimosa.

Jaune mimosa est un nom de couleur en usage dans la mode et la décoration, pour désigner une nuance de jaune en référence aux fleurs dites mimosa, du genre acacia, célèbres en France pour leur floraison en hiver.
Dans les nuanciers commerciaux, on trouve, en peinture automobile AC 333 jaune mimosa ; en fil à broder 726 jaune mimosa.
Le jaune mimosa est une couleur de la mode en 1891 : « le jaune se porte beaucoup, surtout en doublure ; le jaune mimosa, citron, cœur de lys, mandarine, font des oppositions charmantes au bleu pâle, aux nuances mauve et héliotrope ». C'est, à cette époque, une couleur nouvelle, obtenue pour la première fois en teinture avec un colorant azoïque qui vient d'être développé.